# جايسون بويد
جايسون بويد (بالإنجليزية: Jason Boyd)‏ هو لاعب كرة قاعدة أمريكي، ولد في 23 فبراير 1973 في St. Clair Township, St. Clair County, Illinois ‏ في الولايات المتحدة.

## وصلات خارجية
- جايسون بويد على موقع دوري كرة القاعدة الرئيسي (الإنجليزية)
- جايسون بويد على موقعبيزبول رفرنس.كوم (الدوري الرئيسي) (الإنجليزية)
- جايسون بويد على موقعبيزبول رفرنس.كوم (الدوري الثانوي) (الإنجليزية)
- جايسون بويد على موقع إي إس بي إن.كوم (أم.أل.بي) (الإنجليزية)
- جايسون بويد على موقع مشجعي الرسوم البيانية (الإنجليزية)